# Daniel Stabrawa
Daniel Stabrawa (ur. 23 sierpnia 1955 w Krakowie) – polski skrzypek i dyrygent, pierwszy koncertmistrz Filharmoników Berlińskich (1986–2021), a także kierownik artystyczny i dyrygent Capelli Bydgostiensis (1995–2002).

## Życiorys
Urodził się w 1955 w Krakowie. Naukę gry na skrzypcach rozpoczął w wieku siedmiu lat. Studiował w krakowskiej Akademii Muzycznej u prof. Zbigniewa Szlezera. Jest laureatem Międzynarodowego Konkursu Skrzypcowego Premio Paganini w Genui (1978). Od 1979 był koncertmistrzem Orkiestry Symfonicznej Polskiego Radia i Telewizji w Krakowie.
15 listopada 1983 został członkiem grupy pierwszych skrzypiec Filharmoników Berlińskich. W roku 1985 wraz z innym członkiem orkiestry, wiolonczelistą Janem Diesselhorstem, założył kwartet smyczkowy Philharmonia Quartet Berlin.
W roku 1986 decyzją dyrygenta Herberta von Karajana został jednym z trzech koncertmistrzów Filharmoników Berlińskich jako następca Michaela Schwalbego. Pełnił tę funkcję przez 35 lat, aż do sezonu 2020/2021. W latach 1986–2000 był wykładowcą akademii przy tejże filharmonii.
Oprócz gry w zespole Filharmoników Berlińskich i występów solowych Stabrawa zajmuje się od 1994 dyrygenturą, m.in. prowadził Capellę Bydgostiensis przy Filharmonii Pomorskiej w Bydgoszczy, współpracując z m.in. Nigelem Kennedy.
Jako kierownik artystyczny i dyrygent orkiestry w latach 1995–2002 koncertował z zespołem m.in. w Szwajcarii oraz nagrał kilka płyt.
W 2022 pełnił funkcję wiceprzewodniczącego jury XVI Międzynarodowego Konkursu Skrzypcowego im. Henryka Wieniawskiego w Poznaniu. W 2023 był przewodniczącym jury II Międzynarodowego Konkursu Muzycznego im. Karola Szymanowskiego w Katowicach (kategoria: skrzypce). Był też członkiem jury XI Międzynarodowego Konkursu Dyrygentów im. Grzegorza Fitelberga w Katowicach (2023).
Jako skrzypek i dyrygent dokonał wielu nagrań płytowych. Gra m.in. na oryginalnych skrzypcach Stradivariusa.
Żoną Daniela Stabrawy jest pianistka Elżbieta Stępień-Stabrawa, córka Maria Stabrawa jest skrzypaczką. Wraz z córką założył w roku 2008 zespół Stabrawa Ensemble Berlin.